# 諾布爾冰川
諾布爾冰川（英語：Noble Glacier），是南極洲的冰川，位於南設得蘭群島的喬治王島，處於弗拉格斯塔夫冰川以北的凱勒半島東部，在1960年由英國南極名稱諮詢委員會以冰川學家命名，現時由南極條約體系管理。